# Başiskele
Başiskele ist ein Landkreis der türkischen Provinz Kocaeli und gleichzeitig ein Bezirk der Büyükşehir belediyesi (Großstadtgemeinde) Kocaeli.

## Geografie
Der Landkreis liegt im Süden der Provinz. Er grenzt im Norden an İzmit, im Osten an Kartepe, im Süden an die Provinzen Sakarya und Bursa, im Westen an Gölcük und im Nordwesten an das Marmarameer mit dem Golf von İzmit. Am Ufer des Golfes entlang verläuft die E-881, die von Bursa nach İzmit führt. Im Süden des Kreises liegt der Bergzug Naldöken Dağı, ein Teil des Gebirges Samanlı Dağları. Im Zentrum befindet sich der Stausee Kirazdere Barajı (auch Yuvacık Barajı).

## Verwaltung
Durch das Gesetz 5747 wurde der Kreis 2008 gebildet. Vom zentralen Landkreis (Merkez İlce) der Provinzhauptstadt Kocaeli wurden dazu die abgespaltenen Gemeinden (Belediye) Bahçecik (7), Kullar (8), Yeniköy (4) und Yuvacık (6) mit dem ebenfalls abgespaltenen Karşıyaka (4 Mahalle) vereint, das gleichzeitig in Başiskele umbenannt wurde. Außerdem gelangten noch acht Dörfer aus dem Bucak Bahçecik in den neuen Kreis.
Dieser bestand (bis) Ende 2012 aus der Kreisstadt und den acht Dörfern, die während der Verwaltungsreform 2013/2014 in Mahalle (Stadtviertel/Ortsteile) überführt wurden. Die 29 existierenden Mahalle der Kreisstadt blieben erhalten. Durch Herabstufung der Dörfer zu Mahalle stieg deren Zahl nochmals an. Den (nun) 37 Mahalle steht ein Muhtar als oberster Beamter vor. 
Ende 2020 lebten durchschnittlich 2.924 Menschen in jedem Mahalle, 13.006 Einw. im bevölkerungsreichsten (Barbaros Mah.), gefolgt vom Yeşilyurt Mah. (11.476 Einw.).